# Shizz Alston
Levan Shawn Alston Jr. (Haverford, 21 september 1996) is een Amerikaans basketballer.

## Carrière
Alston speelde collegebasketbal voor de Temple Owls van 2015 tot 2019. In 2019 werd hij niet verkozen in de NBA draft. Hij trainde een tijdje mee met de Philadelphia 76ers. Hij speelde in 2019 in de NBA Summer League voor de Indiana Pacers. Op 19 oktober tekende hij een contract bij de 76ers maar werd meteen gewaived zodat hij kon spelen bij de Delaware Blue Coats hun opleidingsploeg.
Hij speelde een seizoen voor hen voordat hij bij het Poolse GTK Gliwice tekende. Hij speelde nooit een wedstrijd voor hen en tekende al snel bij het Griekse GS Lavrio BC. In 2021 tekende hij een contract bij Kangoeroes Mechelen voor het seizoen 2021/22. In januari 2023 tekende hij een contract bij de Japanse eersteklasser Yokohama B-Corsairs maar vertrok nog diezelfde maand naar reeksgenoot Aishin Sea Horses. Hij speelde daarna in de zomer van 2023 in The Basketball Tournament voor de Broad Sreet Birds.
Voor het seizoen 2024/25 tekende hij de Kosovaarse eersteklasser KB Vëllaznimi. Hij verliet de club in januari 2025 en tekende in Israël bij Hapoel Afula BC.

## Privéleven
Zijn vader Levan Alston Sr. was ook een profbasketballer.